# 이여백
이여백(李如柏, 1553년 ~ 1620년)은 명나라 말기의 장군이다. 이성량의 아들이자 이여송의 동생이다. 만력 20년(1592년) 임진왜란 때는 벽제관 전투에서 크게 활약하였으나, 만력 48년(1619년) 사르후 전투에서 누르하치가 이끄는 후금에 대패하여 자결하였다.